# 屋久島町立中央中学校
屋久島町立中央中学校（やくしまちょうりつ ちゅうおうちゅうがっこう）は、鹿児島県熊毛郡屋久島町にある公立（町立）中学校。

## 通学区域
永田、吉田、一湊、志戸子、宮之浦、楠川、小瀬田